# Houston Texans
Die Houston Texans sind ein American-Football-Team der National Football League (NFL) in Houston, Texas. Die Texans spielen in der Southern Division der American Football Conference (AFC).

## Geschichte
Bis zum Jahr 1996 spielten die Houston Oilers in Texas, ehe sie nach Tennessee umzogen. 1997 entschied sich die NFL dazu, die Anzahl der Teams in der Liga aufzustocken. Hierbei lag ein besonderes Augenmerk auf Los Angeles, da die zweitgrößte Stadt der Vereinigten Staaten kein NFL-Team besaß. Trotzdem bewarb sich auch Houston für das Auswahlverfahren. Erwartungsgemäß stimmten die Teambesitzer der NFL für Los Angeles, setzten allerdings eine Frist von sechs Monaten, um offene Fragen zu klären (z. B. war kein Stadion in Los Angeles vorhanden). Jedoch verstrich diese Zeit ungenutzt, und folglich entschieden sich die Teambesitzer am 6. Oktober 1999 einstimmig, die Rechte für das zweiunddreißigste NFL-Team für rund 700 Millionen US-Dollar an den Milliardär Bob McNair nach Houston zu verkaufen.
Im Jahr 2000 wurde daher ein neuer Name für das aufzubauende texanische Team gesucht. Die Auswahl wurde zunächst auf sechs (Apollos, Bobcats, Stallions, Texans, Toros und Wildcatters) eingegrenzt. Man einigte sich schließlich auf Texans, um die besondere Verbundenheit mit Texas zu verdeutlichen. Mit ihrem ersten Draftpick im NFL Draft 2002 wählten die Texans Quarterback David Carr, der bis 2006 Starter der Texans blieb. 2002, also drei Jahre nach der Teamvergabe, veranstalteten die Houston Texans ihr erstes NFL-Spiel im neugebauten Reliant Stadium, und zum ersten Mal seit 1961 gewann ein neugegründetes NFL-Team sein erstes Spiel (19:10 gegen die Dallas Cowboys). Sie beendeten die Saison trotzdem mit nur vier Siegen und 12 Niederlagen.
Nachdem die Texans die Saison 2005 als schlechtestes Team mit einer Bilanz von 2:14 abschlossen, hatten sie im NFL Draft 2006 das Recht, als erstes Team einen Spieler auszuwählen. Erwartet wurde, dass die Texans Runningback Reggie Bush oder Quarterback Vince Young auswählen würden, stattdessen entschieden sie sich für Defensive End Mario Williams. Vor der Saison 2007 holten die Texans Quarterback Matt Schaub von den Atlanta Falcons und entließen Carr. Danach beendeten die Texans erstmals eine Saison mit einer ausgeglichenen Bilanz (8:8), was sich 2008 wiederholte. In der Saison 2009 konnten die Houston Texans erstmals mehr Spiele gewinnen als sie verloren und verpassten knapp ihren ersten Einzug in die Playoffs (9:7).
Zwei Jahre später qualifizierten sie sich zum ersten Mal in der Vereinsgeschichte mit dem Gewinn der AFC South (10:6 Siege) für die Play-offs. Auch 2012 konnten sich die Texans mit dem erneuten Gewinn der AFC South (12:4) für die Play-offs qualifizieren.
In der Saison 2013 waren die Texans wesentlich weniger erfolgreich als in den beiden Spielzeiten davor, und im Dezember 2013 wurde Head Coach Gary Kubiak nach siebenjähriger Tätigkeit aufgrund eines Saisonstarts mit lediglich 2:11 Siegen entlassen und kommissarisch durch Defensive Coordinator Wade Phillips ersetzt. Mit Phillips als Interim-Coach beendeten die Texans die Saison mit 2:14, wobei die letzten 14 Spiele in Folge verloren wurden, der längsten Verlust-Serie in der Vereinsgeschichte. Damit war die Saison 2013, zusammen mit der Saison 2005 (ebenfalls 2:14), die schlechteste Saison der Vereinsgeschichte. Nächster Head Coach wurde Anfang Januar 2014 Bill O’Brien.
Zur Saison 2016 verpflichteten die Texans Brock Osweiler von den Denver Broncos für 72 Millionen US-Dollar für vier Jahre. Dieser war in Denver der Back-Up Quarterback von Peyton Manning. Die erste Saison bei den Texans lief für Osweiler nicht sehr gut, da er u. a. über die Saison mehr Interceptions als Touchdowns (16:15) warf. In der 16. Spielwoche riss O’Brien die Reißleine und beförderte Tom Savage zum Starting-Quarterback. Dieser verletzte sich jedoch in Woche 17, wodurch Osweiler wieder als Starter für die Play-offs gesetzt war, die die Texans durch eine starke Defensearbeit erreicht hatten.
Am Ende der Saison 2016 standen für die Texans aus allen 240 Spielen in bislang 15 Spielzeiten aus der Regular Season 106 Siegen 134 Niederlagen gegenüber. Aus den bislang sieben Play-off-Spielen ergab sich eine Bilanz von 3:4.
Mit ihrer Erstrundenauswahl im NFL Draft 2017 wählten die Texans Quarterback Deshaun Watson, der wegen einer Verletzung aber nur sieben Spiele bestreiten konnte.
Zum Abschluss der Saison 2017 belegte das Team, nach zwei erfolgreichen Vorjahren, mit lediglich 4:12 den letzten Platz der AFC South, hinter den punktgleichen Indianapolis Colts. Dabei verloren die Texans die letzten sechs Spiele der Regular Season.
Die Saisons 2018 und 2019 verliefen deutlich erfolgreicher: Die Texans gewannen jeweils ihre Division (AFC South) und qualifizierten sich damit für die Play-offs. 2018 scheiterten sie allerdings in der 1. Runde an den Indianapolis Colts, 2019 nach einem dramatischen Spiel (31:51 nach 24:0-Führung) gegen die Kansas City Chiefs in der 2. Runde.
Nach vier Niederlagen in Folge zu Beginn der Saison 2020 wurde Bill O’Brien als Head Coach sowie General Manager entlassen und durch Romeo Crennel als Interims-Head Coach ersetzt. Am Ende der Saison belegte das Team mit vier Siegen und zwölf Niederlagen nur den dritten Platz in AFC South. In der Saison 2021 mussten die Texans unter dem Head Coach David Culley ohne den Quarterback Deshaun Watson auskommen und konnten mit vier Siegen und 13 Niederlagen erneut nur den dritten Platz in AFC South erreichen. Aufgrund des schlechten Abschneidens wurde David Culley nach der Saison entlassen, zudem wurde Deshaun Watson an die Cleveland Browns abgegeben.
Für die Saison 2022 wurde der vorherige Defensive Coordinator Lovie Smith zum Head Coach ernannt. Nachdem die Texans mit drei Siegen bei 13 Niederlagen und einem Unentschieden nur noch den vierten Platz der AFC South erreichten, wurde auch Smith nach nur einem Jahr als Head Coach entlassen. Durch einen Last-Minute-Sieg gegen die Indianapolis Colts am letzten Spieltag verlor man zudem den ersten Pick im NFL Draft 2023 an die Chicago Bears.

## Play-off-Geschichte
In der Saison 2011 erreichten die Houston Texans zum ersten Mal in ihrer Vereinsgeschichte die Play-offs. Ihr erstes Play-off-Spiel bestritten sie am 7. Januar 2012 im heimischen Reliant Stadium gegen die Cincinnati Bengals. Durch einen 31:10-Sieg erreichten sie die Divisional Play-offs. In dieser Runde scheiterten sie jedoch in Baltimore an den Baltimore Ravens mit 13:20.
Mit einer 12:4-Bilanz erreichten sie auch in der folgenden Saison die Play-offs, wo sie in der Wildcard-Runde erneut auf die Cincinnati Bengals trafen und das Spiel mit 19:13 gewannen. Dabei schaffte es Runningback Arian Foster als erster NFL-Spieler, in seinen ersten drei Play-off-Spielen jeweils mindestens 100 Yards zu laufen. Im folgenden Play-off-Spiel scheiterten die Texans an den New England Patriots mit 28:41 und schieden somit, wie im Vorjahr, in den Divisional-Play-offs aus.
In der Saison 2015 konnten sie mit neun Siegen und sieben Niederlagen die AFC South gewinnen. Dort schieden sie jedoch bereits in der Wildcard-Runde aus, nachdem sie daheim gegen die Kansas City Chiefs 0:30 verloren hatten.
Auch in der Saison 2016 wurde wiederum mit neun Siegen bei sieben Niederlagen die AFC South gewonnen. In der Wildcard-Runde gewannen die Texans gegen die Oakland Raiders mit 27:14, sodass sie in die Divisional-Play-offs einzogen. Dort spielten sie gegen die New England Patriots in deren Gillette Stadium. Das Spiel wurde mit 16:34 verloren, wobei es bis zur Halbzeit nur 13:17 stand.
Eine 11:5-Bilanz bescherte den Texans in der Saison 2018 nicht nur den Divisionssieg, sondern auch den erneuten Einzug in die Play-offs. Hier ging es in der Wildcard-Runde gegen den Divisionsrivalen Indianapolis Colts, gegen den es in der Regular Season bereits zwei knappe Spiele gegeben hatte (ein Sieg, eine Niederlage). Die Texans erzielten erst im vierten Quarter ihre ersten Punkte, verloren deutlich mit 7:21 und schieden aus.
Nach der Saison 2019 verloren sie nach einem dramatischen Spiel (31:51 nach 24:0-Führung) gegen die Kansas City Chiefs in der 2. Runde.

## Aktueller Kader
| Abkürzungen der Spieler-Positionen im American Football | Abkürzungen der Spieler-Positionen im American Football |
| ------------------------------------------------------- | --- |
| Offense                                                 | QB – Quarterback \| RB – Runningback \| FB – Fullback \| TE – Tight End \| E/WR – Wide Receiver \| T – Tackle \| G – Guard \| C – Center |
| Defense                                                 | DT – Defensive Tackle \| DE – Defensive End \| NT – Nose Tackle \| LB – Linebacker \| ILB – Inside Linebacker \| MLB – Middle Linebacker \| OLB – Outside Linebacker \| CB – Cornerback \| NB – Nickelback \| FS – Free Safety \| SS – Strong Safety |
| Special Teams                                           | K – Kicker \| P – Punter \| KS – Kicking Specialist \| KOS – Kickoff Specialist \| LS – Long Snapper \| RS – Return Specialist \| KOR/KR – Kick Returner \| PR – Punt Returner \| PP – Punt Protector                                                |

## Trainer (Head Coaches)

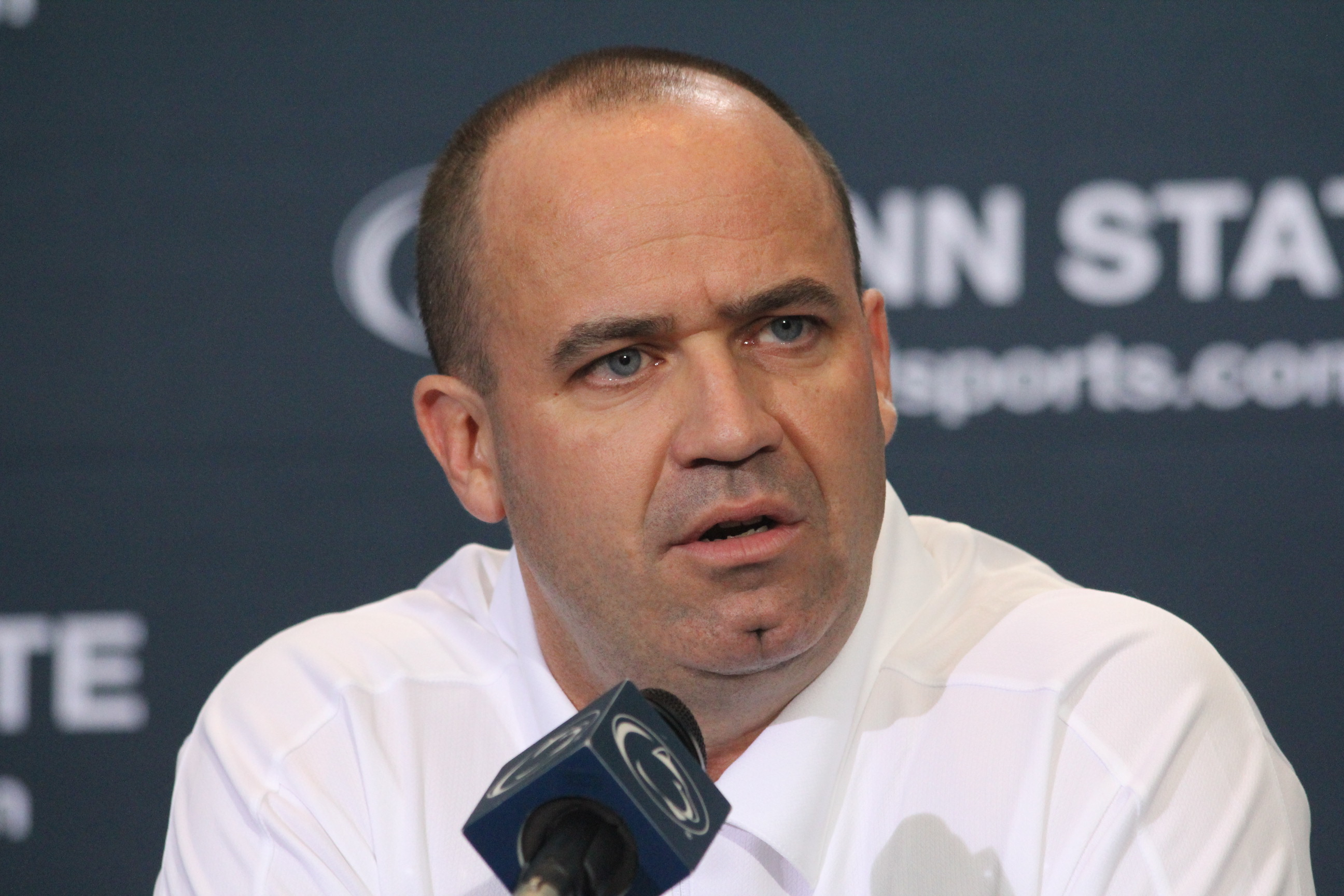
Bill O'Brien, der Head Coach der Texans von 2014 bis 2020.

| Houston Texans |                 |           |     |    |    |   |      |   |   |   |  |        |
| 1              | Dom Capers      | 2002–2005 | 64  | 18 | 46 | 0 | .281 | – | – | – |  | [ 17 ] |
| 2              | Gary Kubiak 1   | 2006–2013 | 125 | 61 | 64 | 0 | .488 | 4 | 2 | 2 |  | [ 18 ] |
| 3              | Wade Phillips   | 2013      | 3   | 0  | 3  | 0 | .000 | – | – | – |  | [ 19 ] |
| 4              | Bill O’Brien* 2 | 2014–2020 | 100 | 52 | 48 | 0 | .520 | 6 | 2 | 4 |  | [ 20 ] |
| 5              | Romeo Crennel   | 2020      | 12  | 4  | 8  | 0 | .333 | – | – | – |  | [ 21 ] |
| 6              | David Culley*   | 2021      | 17  | 4  | 13 | 0 | .235 | – | – | – |  | [ 22 ] |
| 7              | Lovie Smith     | 2022      | 17  | 3  | 13 | 1 | .206 | – | – | – |  | [ 23 ] |
| 8              | DeMeco Ryans*   | 2023–     | 34  | 20 | 14 | 0 | .588 | 4 | 2 | 2 |  | [ 24 ] |

| #         | Reihenfolge der Trainer                            |
| Spiele    | Spiele als Trainer                                 |
| S         | Siege                                              |
| N         | Niederlagen                                        |
| UE        | Unentschieden                                      |
| Gewonnen% | Siegquote                                          |
| *         | Ausschließlich bei den Texans als Head Coach aktiv |

## Texans in der Hall of Fame
| Hall of Fame-Mitglieder |               |          |                   |                   |
| Trikotnummer            | Name          | Position | Für Houston aktiv | Jahr der Aufnahme |
| 20                      | Ed Reed       | S        | 2013              | 2019              |
| 80                      | Andre Johnson | WR       | 2003–2014         | 2024              |

Stand: 24. August 2024

## Saisonleistungen seit 2002
| Saison   | Siege | Niederlagen | Unentschieden | Platzierung  | Play-off-Ergebnis                                                                                   |
| -------- | ----- | ----------- | ------------- | ------------ | --------------------------------------------------------------------------------------------------- |
| 2002     | 4     | 12          | 0             | 4. AFC-South | |
| 2003     | 5     | 11          | 0             | 4. AFC-South | |
| 2004     | 7     | 9           | 0             | 3. AFC-South | |
| 2005     | 2     | 14          | 0             | 4. AFC-South | |
| 2006     | 6     | 10          | 0             | 4. AFC-South | |
| 2007     | 8     | 8           | 0             | 4. AFC-South | |
| 2008     | 8     | 8           | 0             | 3. AFC-South | |
| 2009     | 9     | 7           | 0             | 2. AFC-South | |
| 2010     | 6     | 10          | 0             | 3. AFC-South | |
| 2011     | 10    | 6           | 0             | 1. AFC-South | 31:10-Sieg gegen Cincinnati Bengals Wildcard 13:20-Niederlage gegen Baltimore Ravens Divisional     |
| 2012     | 12    | 4           | 0             | 1. AFC-South | 19:13-Sieg gegen Cincinnati Bengals Wildcard 28:41-Niederlage gegen New England Patriots Divisional |
| 2013     | 2     | 14          | 0             | 4. AFC-South | |
| 2014     | 9     | 7           | 0             | 2. AFC-South | |
| 2015     | 9     | 7           | 0             | 1. AFC-South | 0:30-Niederlage gegen Kansas City Chiefs Wildcard                                                   |
| 2016     | 9     | 7           | 0             | 1. AFC-South | 27:14-Sieg gegen Oakland Raiders Wildcard 16:34-Niederlage gegen New England Patriots Divisional    |
| 2017     | 4     | 12          | 0             | 4. AFC-South | |
| 2018     | 11    | 5           | 0             | 1. AFC-South | 7:21-Niederlage gegen Indianapolis Colts Wildcard                                                   |
| 2019     | 10    | 6           | 0             | 1. AFC-South | 22:19-OT-Sieg gegen Buffalo Bills Wildcard 31:51-Niederlage gegen Kansas City Chiefs Divisional     |
| 2020     | 4     | 12          | 0             | 3. AFC-South | |
| 2021 A 1 | 4     | 13          | 0             | 3. AFC-South | |
| 2022     | 3     | 13          | 1             | 4. AFC-South | |
| 2023     | 10    | 7           | 0             | 1. AFC-South | 45:14-Sieg gegen Cleveland Browns Wildcard 10:34-Niederlage gegen Baltimore Ravens Divisional       |
| 2024     | 10    | 7           | 0             | 1. AFC-South | 32:12-Sieg gegen Los Angeles Chargers Wildcard 14:23-Niederlage gegen Kansas City Chiefs Divisional |

Anmerkungen

## Bilanzen und Rekorde
Houston Texans/Zahlen und Rekorde stellt wichtige individuelle Rekorde bei den Texans, die direkten Vergleiche mit den anderen American-Football-Teams und die Draftpicks seit 2002 dar.